# Мартинешти (Сату Маре)
Мартинешти (рум. Mărtinești) насеље је у Румунији у округу Сату Маре у општини Одореу. Oпштина се налази на надморској висини од 125 m.

## Становништво
Према подацима из 2002. године у насељу је живело 271 становника.

### Попис2002.
| Расподела становништва по националности 2002.‍ | Расподела становништва по националности 2002.‍ | Расподела становништва по националности 2002.‍ | Расподела становништва по националности 2002.‍ | Расподела становништва по националности 2002.‍ |
| --------------------------------------------- | --------------------------------------------- | --------------------------------------------- | --------------------------------------------- | --------------------------------------------- |
|                                               |                                               |                                               |                                               |                                               |
| Румуни                                        | Румуни                                        |                                               | 103                                           | 38,1%                                         |
| Мађари                                        | Мађари                                        |                                               | 162                                           | 60,0%                                         |
| Роми                                          | Роми                                          |                                               | 5                                             | 1,9%                                          |